# Nectopsyche tapanti
Nectopsyche tapanti är en nattsländeart som beskrevs av Ralph W. Holzenthal 1995. Nectopsyche tapanti ingår i släktet Nectopsyche och familjen långhornssländor. Inga underarter finns listade i Catalogue of Life.